# جیلین ساندر

jil sander logo.

جیلین ساندر (انگلیسی: Jil Sander؛ زادهٔ ۲۷ نوامبر ۱۹۴۳) طراح مد، کارآفرین و نویسنده اهل آلمان است، که در سال ۱۹۶۸ شرکت جیل ساندر را تأسیس کرد. وی همچنین برندهٔ جوایزی همچون نشان افتخار شایستگی جمهوری فدرال آلمان شده‌است.